# Lars Friis
Lars Friis (født 1976) er en dansk fodboldtræner, som siden 2024 har været cheftræner i tjekkiske AC Sparta Prag. Han har tidligere været assistenttræner i FC Midtjylland, AGF og Brentford FC samt været cheftræner i Viborg FF og AaB. Friis har UEFA Pro-trænerlicens.

## Karriere
Friis begyndte sin trænerkarriere i 1999 i FC Midtjylland, hvor han var indtil 2015, hvor han kort efter Glen Riddersholms afgang også forlod klubben. Snart efter fulgte han med Riddersholm til AGF som assistent.
I foråret 2018 fik han tilbud om at komme til Brentford FC som udviklingstræner, men efter et års tid vendte han tilbage til AGF som assistent, nu for David Nielsen.
I januar 2021 tiltrådte han sin første cheftrænerstilling, da han kom til Viborg FF. Den 25. januar 2022 blev det offentliggjort, at han ville tiltræde som cheftræner hos Aalborg Boldspilklub senest 1. august 2022. Friis blev fyret som cheftræner for Aalborg Boldspilklub 15. september 2022. 